# Microrégion d'Alegre
La microrégion d'Alegre est l'une des trois microrégions qui subdivisent le sud de l'État de l'Espírito Santo au Brésil.
Elle comporte 9 municipalités qui regroupaient 163 999 habitants en 2006 pour une superficie totale de 3 465 km2.

## Municipalités[1]
- Alegre
- Divino de São Lourenço
- Dores do Rio Preto
- Guaçuí
- Ibatiba
- Ibitirama
- Irupi
- Iúna
- Muniz Freire